# Scoop!/7 days after
『Scoop! ／ 7 days after』（スクープ! / セブン・デイズ アフター）は、声優の川澄綾子と能登麻美子によるデュエットシングル。
2006年12月20日に発売。販売・制作及び発売元はポニーキャニオン（初回盤：PCCG-00826／通常盤：PCCG-70019）。

## 概要
- 文化放送で放送されていた番組『PONY CANYON STYLE まるなび!?』のオープニングテーマおよびエンディングテーマ。2005年1月の番組スタート[2]から2007年9月25日の放送終了（最終回）まで使用された。
- 当初はCDとしてリリースの予定もなく、着うたの配信のみにとどまっていた。しかし、2006年12月19日に『PONY CANYON STYLE まるなび!?』が放送100回を迎えるにあたり、その記念とかねてからの視聴者の要望に応える形でCD化リリースが決定した。なお、CD化について、川澄・能登両名は「主題歌のCD化を要望するメッセージは番組開始当初からたびたび寄せられており、いつかは応えたかった。」という。
- 通常盤と初回限定盤の2パターンあり、初回限定盤には収録両曲のプロモーション・ビデオクリップとオフショット映像が収録されたDVDが付属。
- 能登のコメントによれば、歌の収録は2004年末頃、ビデオクリップの撮影は2006年秋に、それぞれされたようである。
- 「Scoop!」と「7 days after」どちらの曲も、最後は「ま～る」の一言で締め括られている。
- キャッチコピーは、川澄綾子のプリンセス・ヴォイスと能登麻美子の癒し系ヴォイスを、同時に堪能できる贅沢な一枚。

## 解説
（全作詞:大森祥子、作曲・編曲:SONIC DOVE）
Scoop!
- 『PONY CANYON STYLE まるなび!?』 - オープニングテーマ
- メロディ部分は川澄→能登の順で歌っており、サビ部分は1番は川澄がリード・ヴォーカルを、2番は能登がリード・ヴォーカルを担当している。
- ビデオクリップは、「もし、2人で日常を過ごすとしたら？」がテーマにしている。そのため、料理をしたりゲームをしたり[3]、2人並んで歌うなどしている。
- また、川澄がオルガン演奏（弾き語り）を披露するシーンがある。

7 days after
- 『PONY CANYON STYLE まるなび!?』エンディングテーマ
- メロディ部分は能登→川澄との順で、サビ部分も能登によるリード・ヴォーカルである。
- ビデオクリップは、「就寝するまでの時間（余暇）」をテーマにしたおやすみソング。
- タイトルは「来週も（番組を）聴いて、楽しんでほしい。」ということから、七日後（つまりは"一週間後"、転じて"来週"）という意味である。

## 収録内容

### CD
1. Scoop![4:10]
2. 7 days after[3:53]
3. Scoop!（カラオケ）
4. 7 days after（カラオケ）

### DVD （初回限定盤のみ付属）
1. "Scoop!" video clip
2. "7 days after" video clip
3. documrntary of video shooting（メイキング＆オフショット映像）

## 制作スタッフ
音楽スタッフ
- 音楽プロデューサー：SONIC DOVE
- ディレクター：長岡和弘 （jomon）
- レコーディング、ミックス&マスタリング・エンジニア：北城浩志
- クリエイティブ・ディレクター：及川和弘 （NPC）
- デザイナー：佐藤哲郎 （NPC）
- コーディネーター：皆川健治 （NPC）
- フォトグラファー：大町信也
- スタイリスト：鬼塚香奈子
- ヘアー&メイクアップ：水谷さやか、横井千賀子 （fringe）

DVDスタッフ
- プロデューサー：堀口聖一 （Tambourine Pictures）
- ディレクター：成田剛 （Tambourine Pictures）
- カメラ、照明：相原秀睦
- カメラアシスタント：関森崇
- アシスタント・ディレクター：氏家典子 （Tambourine Pictures）
- メイキング・ディレクター：谷口英之 （Tambourine Pictures）
- メイキング・プロデューサー：成田美紀 （Tambourine Pictures）
- メディア・プロモーション：西口美希恵 （PONY CANYON）
- セールス・プロモーション：佐藤幹輝 （PONY CANYON）
- リリース・オペレーション：山口善実 （PONY CANYON）
- プロデューサー：中村伸一 （PONY CANYON）
- アーティスト・マネージメント：松岡超（大沢事務所）
- スペシャル・サンクス：阿川清俊、宮野好章、西原健太郎、高橋和也、大野行男、飯田祐介、まるなび♪リスナーのみなさん